# Tres Ríos
Tres Ríos è un distretto della Costa Rica, capoluogo del cantone di La Unión, nella provincia di Cartago.